# Titidiops melanosternus
Titidiops melanosternus är en spindelart som beskrevs av Cândido Firmino de Mello-Leitão 1929. 
Titidiops melanosternus ingår i släktet Titidiops och familjen krabbspindlar. Inga underarter finns listade i Catalogue of Life.